# Le Grand Bleu (Schiff)
Die Le Grand Bleu ist mit einer Länge von 112,8 Metern (nach einigen Quellen auch 108,3 m) eine der größten privaten Megayachten der Welt.

Le Grand Bleu bei Nacht (2010)

Die Yacht wurde von Kusch Yachts entworfen und von der deutschen Vulkan-Werft gebaut. Fertiggestellt wurde sie 2000 nach dem Konkurs des Bremer Vulkan durch die Stahlbau Nord GmbH. Zunächst gehörte sie dem US-Amerikaner Paul Allen, der sie 2002 dann aber an den russischen Milliardär Roman Abramowitsch weiterverkaufte. Dieser ließ die Luxusyacht von der Kieler HDW nach seinen Vorstellungen umbauen. Im Jahr 2006 verkaufte er die Yacht seinem Freund und Geschäftspartner Jewgeni Schwidler.
Das Schiff wird von zwei 2648 kW (3600 PS) starken Wärtsilä-Motoren angetrieben. Details über das Innenleben gibt es kaum, da sich Abramowitsch in Bezug auf sein Privatleben sehr bedeckt hält. So soll das Schiff über eine kreiselstabilisierte Kajüte mit Kreiselsensoren aus deutscher Fertigung (iMAR, St. Ingbert) verfügen. Der Designer der Innenausstattung ist Terence Disdale. Die Le Grand Bleu führt zusätzlich einen Hubschrauber, ein 23 Meter langes Motorboot sowie ein Mini-U-Boot an Bord mit. Das Schiff hat über 50 Mann Besatzung.